# Linha Morice

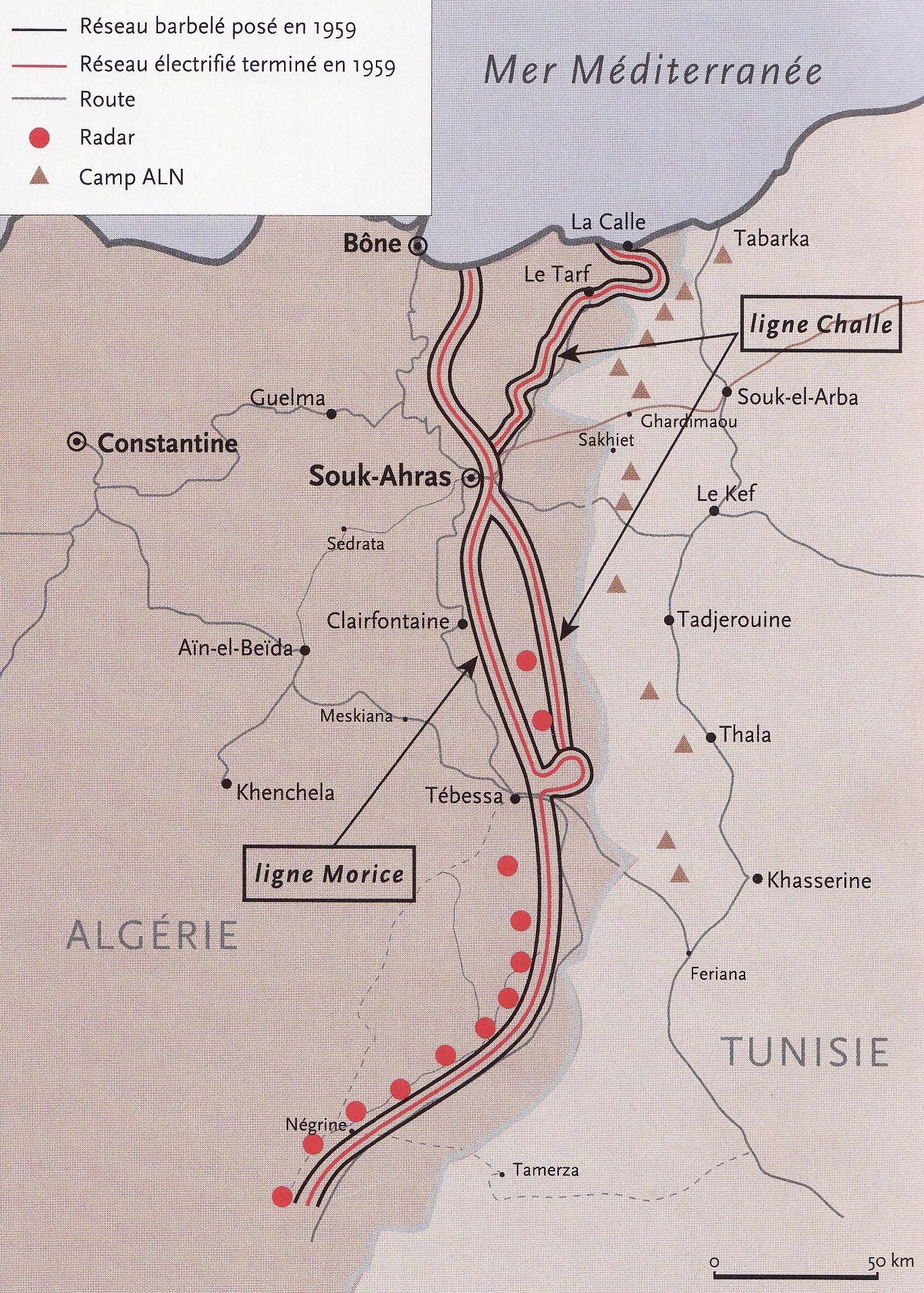
Map of Morice Line.

A Linha Morice foi uma linha de defesa armada montada durante a guerra da Argélia, a partir de julho de 1957. O nome provém de André Morice, o ministro da Defesa francês nessa época.
A Linha Morice estendia-se ao longo da fronteira entre a Argélia e a Tunísia (cerca de 460 km), e da fronteira entre a Argélia e Marrocos (cerca de 700 km)  para reter os combatentes do Exército de Libertação Nacional da Argélia nas suas bases no exterior.
Dispunha de arame farpado eletrificado e campos minados continuamente vigiados. Estima-se que ainda há muitas centenas de milhares de minas anti-pessoais por desativar. Essas minas continuam a matar e mutilar até ao momento presente a população argelina local, na maioria crianças ou pastores. Foi só em outubro de 2007 que o general Jean-Louis Georgelin, então Chefe do Estado Maior do exército francês, oficialmente entregou ao seu homólogo argelino, o tenente-general do Exército GAID Ahmed Salah, os planos de minas que o exército francês tinha colocado ao longo das linhas Challe e Morice entre 1956 e 1959.
A Linha Morice foi parcialmente dobrada por linha Challe em 1959.
O dispositivo foi eficaz a repelir a entrada de combatentes do ELNA na então colónia francesa.